# The Nut
The Nut är en kulle i Australien. Den ligger i kommunen Circular Head och delstaten Tasmanien, i den sydöstra delen av landet, omkring 290 kilometer nordväst om delstatshuvudstaden Hobart. Toppen på The Nut är 495 meter över havet.
The Nut är den högsta punkten i trakten. Trakten runt The Nut är nära nog obefolkad, med mindre än två invånare per kvadratkilometer.. Närmaste större samhälle är Smithton, omkring 17 kilometer sydväst om The Nut. 
Genomsnittlig årsnederbörd är 1 496 millimeter. Den regnigaste månaden är augusti, med i genomsnitt 233 mm nederbörd, och den torraste är februari, med 44 mm nederbörd.